# مقاطعة كليفلاند (أوكلاهوما)
مقاطعة كليفلاند (بالإنجليزية: Cleveland County)‏ هي إحدى مقاطعات ولاية أوكلاهوما في الولايات المتحدة الأمريكية.